# Sportpark Pernis
Sportpark Pernis – kompleks piłkarski w Pernis niedaleko Rotterdamu, w Holandii. W skład kompleksu wchodzą trzy pełnowymiarowe boiska piłkarskie, główne boisko posiada trybuny (w tym zadaszoną trybunę główną po stronie południowej), mogące pomieścić 1500 widzów. Od 2013 roku gospodarzem obiektu jest klub VV Pernis, dawniej korzystali z niego piłkarze drużyny DOTO.
W przeszłości gospodarzem obiektu był klub piłkarski DOTO. W 2011 roku doszło do fuzji tego zespołu z Excelsiorem Pernis, mającym swoją siedzibę w położonym nieopodal (około pół kilometra na zachód) kompleksie Sportpark de Madroel, w wyniku czego powstał VV Pernis. Do końca 2012 roku klub ten rozgrywał swoje spotkania na Sportpark de Madroel, następnie przeniósł się na dawny obiekt klubu DOTO, zwany dotąd Sportpark De Loswal. Na przełomie 2012 i 2013 roku klub zorganizował internetowy konkurs na nową nazwę obiektu. Z finałowych trzech propozycji wybrano nazwę Sportpark Pernis, która wygrała przewagą zaledwie jednego głosu nad drugą propozycją (Sportpart Deijjfelbroek). Przed przeprowadzką VV Pernis, kompleks został wyremontowany.
23 marca 2008 roku na tym obiekcie rozegrany został mecz towarzyski reprezentacji Armenii i Kazachstanu (1:0).